# Charles Ehresmann
Charles Ehresmann (Strasburgo, 19 aprile 1905 – Amiens, 22 settembre 1979) è stato un matematico francese che lavorò negli ambiti della topologia differenziale e teoria delle categorie.
È conosciuto per i suoi lavori sulla topologia dei gruppi di Lie, l'invenzione del concetto di getto di una applicazione differenziabile, e per il suo seminario sulla teoria delle categorie. Tra i suoi allievi figurano Georges Reeb, Wu Wen-Tsün, André Haefliger, Valentin Poénaru, Daniel Tanré, Nguyen Dinh Ngoc. Il suo primo allievo fu il matematico alsaziano Jacques Feldbau.